# Zbigniew Czajkowski (malarz)
Zbigniew Czajkowski (ur. 30 lipca 1932 w Warszawie, zm. 24 września 2010) – polski malarz, członek ZPAP w Warszawie.

## Życiorys
Studiował w warszawskiej Akademii Sztuk Pięknych i w 1957 uzyskał dyplom w  pracowni prof. Eugeniusza Eibischa. 
W 1960 wraz z "Grupą Zalesie" wziął udział w wystawie. W tym samym roku wziął udział w wystawie XV-lecia PRL. W tym okresie jego obrazy nabyło Muzeum Narodowe.
Zbigniew Czajkowski brał udział m.in. w licznych wystawach okręgowych i ogólnopolskich XX-lecia PRL i XXV-lecia PRL, Warszawa w sztuce, dorocznych i ogólnopolskich wystawach Bielska Jesień, Człowiek-Praca-Środowisko, Wojsko polskie w twórczości plastycznej, a także w Festiwalach Sztuk Pięknych.
Wielokrotnie uczestniczył w wystawach polskiej sztuki za granicą m.in. w Kanadzie, Nowej Zelandii, Francji, Austrii, Szwecji, Holandii, Niemczech oraz w Międzynarodowym Biennale "Sport w sztuce" w 1971 w Madrycie, a w 1973 w Barcelonie. W latach 1977–1983 eksponował corocznie swoje prace w Modern Nordisk Konst, Göteborg (Szwecja).
W grudniu 2008, w Górze Kalwarii, z którym to miastem był związany od wielu lat, odbyła się wystawa prac Zbigniewa Czajkowskiego. 
Zmarł w 2010 i został pochowany na Cmentarzu Parafialnym w Górze Kalwarii.

## Wystawy indywidualne
- Galeria "MDM" Warszawa (1966)
- „Sport i konsten” - Madryt (1971)
- „Sport i konsten” - Barcelona (1973)
- Mona Lisa Art Salon-Calgary, Kanada
- Galeria “Cepelia” Driebergen, Amsterdam(Holandia; 1973)
- Galeria „Konstnarscentrum“, Malmö (1973)
- Galeria "DESA" Warszawa (1974)
- National Gallery, Wellington (Nowa Zelandia; 1974)
- Exportausstellung der V.R Polen-Berlin (1974)
- Kunstbiblioteket, Kopenhaga (1974)
- Galeria „Cepelia“, Paryż (1974)
- Voluve Shopping Centem-Bryssel (1974)
- Mona Lisa Art Salon, Calgary (Kanada; 1974)
- Polska Institutet-Wiedeń (1974)
- Modern Nordisk Konst-Göteborg (1974)
- National Galery, Wellington (Nowa Zelandia; 1975)
- Desa, Warszawa (1976)
- Modern Nordisk Konst-Göteborg (1975)
- Modern Nordisk Konst-Göteborg (1976)
- Galeria "DESA" Warszawa (1977)
- Desa, Warszawa (1977)
- Modern Nordisk Konst-Göteborg (1977)
- Modern Nordisk Konst-Göteborg (1978)
- Galeria „Depolma”- Düsseldorf (1979)
- Modern Nordisk Konst-Göteborg (1979)
- Göteborg (1980)
- Modern Nordisk Konst-Göteborg (1980)
- Modern Nordisk Konst-Göteborg (1981)
- Modern Nordisk Konst-Göteborg (1982)
- Modern Nordisk Konst-Göteborg (1983)
- Galeria "DEPOLMA" Düsseldorf (1979)
- Galeria Rzeźby-Warszawa (1985)
- Galeria Plastyka Warszawa (1986)
- Galeria Plastyka Warszawa (1987)
- Wystawa, Malmö (1987)
- Galeria Plastyka Warszawa (1989)
- Galeria Plastyka Warszawa (1992)
- Wystawa, Galeria Communio Graphis, Góra Kalwaria (2008)[1]

## Nagrody
W 2006 za całokształt pracy twórczej otrzymał Nagrodę Starostwa Piaseczyńskiego.